# James Plaskett
Harold James Plaskett (nascut el 18 de març de 1960) és un escaquista i escriptor d'escacs britànic, que té el títol de Gran Mestre des de 1985.

## Biografia

### Primers anys i vida personal
Plaskett va néixer a Dhekelia, Xipre, el 18 de març de 1960 i es va educar a la Bedford Modern School, Anglaterra. A la dècada de 1990 va ser columnista d'escacs per al New Statesman mentre treballava en diverses feines a Londres. Està casat amb la poetessa Fiona Pitt-Kethley. Es van traslladar a Cartagena, Espanya l'any 2002.

### Carrera d'escacs
Plaskett va aconseguir el títol de Mestre Internacional el 1981, i es va convertir en Gran Mestre Internacional el 1985. Va ser campió britànic d'escacs el 1990. Ha escrit nou llibres d'escacs. A partir del 2018 continua actiu en els escacs a Espanya.
El 1987, en un torneig d'escacs de primer nivell a Brussel·les, va presentar un estudi final del joc compost cap al 1970 pel compositor Gijs van Breukelen. Com a resultat, el famós estudi ara es coneix com a el puzzle de Plaskett.

### Coincidències
Plaskett ha estat gravant les seves pròpies experiències de coincidències des dels anys vuitanta. Ha dit que les coincidències han semblat proliferar com a resposta al seu propi estudi, i aparentment s'han interrelacionat per temes o motius recurrents, que considera que poden ser "un indicador d'alguna cosa que s'ha albirat però encara no s'ha vist ni s'ha entès clarament". És autor d'un llibre semiautobiogràfic, Coincidences.

### El Kraken
Un altre dels interessos de Plaskett ha estat la recerca d'un críptid, el "Kraken". Va emprendre una expedició de tres setmanes a la seva recerca a les aigües de la costa de les Bermudes l'agost de 1999, en col·laboració amb Cliff Stanford de Demon Internet.

### Qui vol ser milionari?
Després d'aparèixer quatre vegades a la fase de classificació de Qui vol ser milionari?, Plaskett, que havia arribat amb el seu amic i també Gran Mestre Stuart Conquest, va ocupar el seient candent del programa emès el 21 de gener de 2006. Després de convertir-se en la setena i última persona a assolir les 125.000 lliures sense utilitzar cap comodí, va guanyar-hi 250.000 lliures.
Ha estat públic en la seva defensa dels concursants Charles Ingram, Diana Ingram i Tecwen Whittock, que van ser declarats culpables d'haver enganyat per guanyar el primer premi d'un milió de lliures mitjançant senyals de tos. Plaskett va dir al periodista Jon Ronson que els suposats senyals de tos eren simplement una tos nerviosa i sensible causada per desencadenants inconscients, i que també s'havien produït durant la victòria legítima de Judith Keppel. El 2015, Plaskett i el periodista Bob Woffinden van col·laborar en un llibre que afirmava que els Ingrams eren innocents. El llibre, titulat Bad Show: The Quiz, The Cough, The Millionaire Major, es va publicar el gener de 2015. El llibre de Plaskett sobre l'afer Ingram va inspirar una obra de teatre de James Graham, anomenada Quiz. Això més tard va generar un drama televisiu de tres parts del mateix nom dirigit per Stephen Frears.